# Marignac-Laspeyres
Marignac-Laspeyres (em occitano:  Marinhac e eras Pèiras) é uma comuna francesa na região administrativa da Occitânia, no departamento do Alto Garona. Estende-se por uma área de 12.41 km², com 212 habitantes, segundo o censo de 2018, com uma densidade de 17 hab/km².